# Ludlow Griscom
Pour les articles homonymes, voir Griscom.
Ludlow Griscom est un ornithologue américain, né le 17 juin 1890 à New York et mort le 28 mai 1959 à Cambridge.

## Biographie
Voyageant beaucoup dès son jeune âge, il montre une grande aptitude pour les langues, en parlant cinq et en en lisant dix. Doué également pour la musique, il envisage une carrière de pianiste.
Mais sa passion pour les oiseaux est la plus forte, et malgré l'opposition de ses parents, il s'oriente dans cette voie. Il fait des études à l'université Columbia en 1912 et suit les cours d'Arthur Augustus Allen (1885-1964), le premier professeur d'ornithologie aux États-Unis. Il obtient un master à l’université Cornell.
Il enseigne l'ornithologie durant l'été à l'université de Virginie occidentale puis au département de biologie de l'université Cornell. Il entre en 1917 à l'American Museum of Natural History comme conservateur assistant, fonction qu'il conserve jusqu'en 1927. Il sert dans l'armée de l'air américaine durant la Première Guerre mondiale.
Il quitte le Muséum et s'installe à Cambridge en 1927. Il travaille alors au sein du Museum of Comparative Zoology de l’université Harvard comme conservateur assistant. En 1948, il devient chercheur et éditeur au sein de la même institution.
Il participe à de nombreuses expéditions : au Nicaragua en 1917, au Panama en 1924 et en 1927, au Yucatan en 1926, au Guatemala en 1930. Il est élu président, en 1956, de l’American Ornithologists' Union mais des raisons de santé l’obligent à démissionner presque immédiatement. Il contribue également au renouveau du Nuttall Ornithological Club et à la transformation du New England Museum of Natural Sciences en un Boston Museum of Science (en), premier musée entièrement consacré aux sciences du monde. Il participe aussi à la direction de la National Audubon Society.
Griscom contribue à faire de l’observation ornithologique une activité récréative et inspire de nombreux ornithologues de terrain comme Roger Tory Peterson (1908-1996) qui s’inspire des méthodes de Griscom pour la rédaction de son guide ornithologique, probablement le plus populaire dans le monde.
Griscom était aussi un botaniste distingué et se vantait d'avoir collecté 95 % des espèces citées dans le Manuel de botanique d'Asa Gray (1810-1888). Son herbier, constitué de 40 000 spécimens a été déposé au Gray Herbarium (en) d'Harvard.
En 1949, une attaque le laissant en partie paralysé l’oblige à interrompre ses recherches.